# Estuarul Gironde
Gironde este un estuar navigabil, uneori considerat un râu, situat în sud-vestul Franței, în regiunea Aquitania. Estuarul începe de la confluența râurilor Dordogne și Garonne, în apropierea centrului orașului Bordeaux și se termină la Pointe-de-Grave prin vărsarea sa în Oceanul Atlantic.
Estuarul Gironde este cel mai mare estuar din Europa Occidentală cu o lungime de aproape 65 km, o lățime maximă de 12 km și o suprafață totală de aproximativ 635 Km2. Debitul combinat al râurilor Dordogne și Garrone este între 800 și 1000 m³/secundă, și acesta este combinat de două ori pe zi cu mareea care aduce între 15.000 și 25.000 m³ de apă de mare. Aceste fenomene favorizează apariția bancurilor de nisip astfel că navigația necesită atenție sporită pentru bărcile și vapoarele de orice dimensiune (inclusiv a transportatoarelor de containere și a altor vapoare de mare dimensiune). 
Departamentul Gironde situat în sudul estuarului este numit după acesta. În nordul estuarului se află departamentul Charente-Maritime.